# Royal Scottish Academy
De Royal Scottish Academy (RSA) is Schotlands oudste organisatie voor hedendaagse Schotse kunst, gevestigd in Edinburgh.
De Academy bestaat sinds 1826 en bekleedt als onafhankelijk gefinancierd instituut een speciale positie in voor de kunst in Schotland. Bekende kunstenaars en architecten geven vorm aan de doelstelling om hedendaagse kunst te ondersteunen en te promoten, vooral door het organiseren van tentoonstellingen en gerelateerde studie-evenementen. Ook stelt de RSA studiebeurzen, prijzen en onderkomens beschikbaar voor artiesten die leven en werken in Schotland.
In de Dean Gallery van de Academy is een historische collectie kunstwerken en een uitgebreid archief van gerelateerd materiaal beschikbaar voor studiedoeleinden. Er is informatie omtrent de kunst en architectuur van Schotland van de laatste 180 jaar.
Het Royal Scottish Academy Building aan Princes Street bevindt zich op The Mound dicht bij de National Gallery of Scotland. Al sinds 1910 is de RSA hier gevestigd. Het neoclassicistische pand is in beheer bij National Galleries of Scotland. De tentoonstellingsruimte wordt gedeeld met de National Gallery of Scotland. Het gebouw werd ontworpen door William Henry Playfair en is ter gelegenheid van het Playfair Project opnieuw ingericht. Het wordt wel vergeleken met de Royal Academy in Londen.